# غاري هانكوك
غاري هانكوك (بالإنجليزية: Garry Hancock) هو لاعب كرة قاعدة أمريكي، ولد في 23 يناير 1954 في تامبا في الولايات المتحدة، وتوفي في 10 أكتوبر 2015 في فالريكو في الولايات المتحدة.

## وصلات خارجية
- غاري هانكوك على موقع دوري كرة القاعدة الرئيسي (الإنجليزية)
- غاري هانكوك على موقعبيزبول رفرنس.كوم (الدوري الرئيسي) (الإنجليزية)
- غاري هانكوك على موقعبيزبول رفرنس.كوم (الدوري الثانوي) (الإنجليزية)
- غاري هانكوك على موقع مشجعي الرسوم البيانية (الإنجليزية)